# 三好優作
三好 優作（みよし ゆうさく、1998年5月14日 - ）は、ジャパンラグビーリーグワン横浜キヤノンイーグルスに所属するラグビーユニオン選手。

## プロフィール
- 愛媛県出身。
- ポジションはフッカー(HO)。
- 身長 174 cm、体重 102 kg
- ニックネームはゆうさく、さく。

## 略歴
9歳からラグビーを始めた。
2017年、松山聖陵高校卒業後、明治大学に入る。なお松山聖陵高校時代、主将を務めて、高校日本代表候補に選ばれたことがある。
2021年、明治大学卒業後、キヤノンイーグルス(現・横浜キヤノンイーグルス)に加入。
2023年1月21日に行われたJAPAN RUGBY LEAGUE ONE第5節グリーンロケッツ東葛戦にて途中出場でリーグワン公式戦初出場を果たした。
2024年6月14日の夜、東京都日野市の路上で自転車を押して歩いていたところ、20代の男性に自転車がぶつかって口論となり、男性の顔に頭突きをして怪我をさせたとして、駆けつけた警察官に現行犯で逮捕された。